# Amor condicional
El amor condicional es un amor que se basa en que el receptor del amor cumpla ciertas condiciones impuestas por el amante. En contraposición a la creencia humanista del amor incondicional, se argumenta que todas las formas de amor son condicionales por naturaleza. Aunque se dice que el amor incondicional es el ideal de las relaciones románticas, parentales u otras relaciones significativas, no puede alcanzarse por completo. Muchas relaciones requieren el uso de condiciones para satisfacer las necesidades del amante y del receptor.
Esto no implica necesariamente que el amor condicional sea egoísta o que busque recompensa, sino que afirma que el amor se consigue al cumplir las condiciones que el amante considera valiosas. Si un amante siente amor por otro, probablemente se deba a que las cualidades del otro coinciden con los ideales del amante, lo que significa que es condicional. Este tipo de amor es creado por los valores de estas condiciones puestas por el propio amante.
Es posible, y de hecho ideal, que coexistan el amor condicional y el incondicional. Las condiciones son necesarias para que los amantes examinen sus valores e identifiquen los beneficios de una relación en comparación con los perjuicios o riesgos. Al mismo tiempo, el amor incondicional muestra una reducción del riesgo y una voluntad de mostrar aprecio al otro.

## Amor incondicional
El amor incondicional es el afecto por el otro que va más allá de las condiciones o limitaciones personales. Es una de las principales ideologías del humanismo y de varias religiones, como el cristianismo, el budismo y el hinduismo. Se cree que el amor incondicional es una de las formas más elevadas y poderosas de expresión humana que fomenta el altruismo y la empatía. Quienes experimentan el amor incondicional son más propensos a revelar su verdadero yo y a ser más congruentes con su personalidad más íntima.